# Kanurennsport-Weltmeisterschaften 2018 – C-1 500 m (Männer)
Der Wettbewerb im Einer-Canadier der Männer über die 500 Meter wurde bei den Kanurennsport-Weltmeisterschaften 2018 am 23. und 24. August 2018 ausgetragen. Der Austragungsort des Rennens war der Centro de Alto Rendimento in der portugiesischen Gemeinde Montemor-o-Velho.
Während für die Schweiz, Österreich und Liechtenstein kein Athlet am Start war, startete Sebastian Brendel für Deutschland und gewann eine Silbermedaille. Den Weltmeistertitel sicherte sich Brasilianer Isaquias Queiroz und die Bronzemedaille gewann der Titelverteidiger Martin Fuksa aus Tschechien.

## Ergebnisse

### Vorläufe
Die drei Vorläufe wurden am 23. August 2018 durchgeführt. Die drei Läufe waren für 15:00, 15:07 und 15:14 angesetzt. Während die drei Sieger der Vorläufe sich direkt für das A-Finale qualifizierten, nahmen die weiteren sechs schnellsten Boote an den beiden Halbfinalläufen teil und konnten sich über sie für das A-Finale qualifizieren.
| Rang | Bahn | Athlet            | Zeit     |
| ---- | ---- | ----------------- | -------- |
| 1    | 5    | Martin Fuksa      | 1:49,025 |
| 2    | 8    | Oleg Tarnovschi   | 1:49,290 |
| 3    | 4    | Mikhail Pavlov    | 1:50,235 |
| 4    | 1    | Stefan Strat      | 1:53,240 |
| 5    | 3    | Ryo Naganuma      | 1:53,585 |
| 6    | 6    | Angel Kodinow     | 1:56,925 |
| 7    | 7    | Joosep Karlson    | 1:59,005 |
| 8    | 2    | Ghailene Khattali | 1:59,885 |

| Rang | Bahn | Athlet            | Zeit     |
| ---- | ---- | ----------------- | -------- |
| 1    | 2    | Isaquias Queiroz  | 1:50.589 |
| 2    | 6    | Tamás Kiss        | 1:52.684 |
| 3    | 4    | Sebastian Brendel | 1:52.984 |
| 4    | 3    | Pawlo Altuchow    | 1:54.435 |
| 5    | 5    | Carlo Tacchini    | 1:54.595 |
| 6    | 8    | Ian Ross          | 2:02.480 |
| 7    | 1    | Dagnis Iļjins     | 2:07.080 |

| Rang | Bahn | Athlet          | Zeit     |
| ---- | ---- | --------------- | -------- |
| 1    | 8    | Thomas Simart   | 1:49.564 |
| 2    | 5    | Maksim Pjatrou  | 1:50.389 |
| 3    | 4    | Tomasz Kaczor   | 1:51.079 |
| 4    | 2    | Craig Spence    | 1:51.929 |
| 5    | 6    | David Fernández | 1:52.574 |
| 6    | 3    | Matej Rusnák    | 1:53.185 |
| 7    | 1    | Hélder Silva    | 1:57.385 |
| 8    | 7    | Joaquim Lobo    | 2:15.251 |

### Halbfinalläufe
Die beiden Halbfinalläufe wurden am 24. August 2018 durchgeführt. Die beiden Läufe waren für 11:20 und 11:26 angesetzt. Die drei schnellsten Boote der beiden Halbfinalläufe komplettierten das A-Finale. Die vier weiteren schnellsten und der schnellste Achte dürften im B-Finale an den Start gehen.
| Rang | Bahn | Athlet            | Zeit     |
| ---- | ---- | ----------------- | -------- |
| 1    | 4    | Sebastian Brendel | 1:50.692 |
| 2    | 5    | Oleg Tarnovschi   | 1:52.027 |
| 3    | 6    | Tomasz Kaczor     | 1:52.447 |
| 4    | 2    | Carlo Tacchini    | 1:52.477 |
| 5    | 1    | Angel Kodinow     | 1:54.187 |
| 6    | 3    | Craig Spence      | 1:54.822 |
| 7    | 8    | Matej Rusnák      | 1:55.427 |
| 8    | 7    | Stefan Strat      | 1:58.447 |
| 9    | 9    | Dagnis Iļjins     | 2:09.918 |

| Rang | Bahn | Athlet          | Zeit     |
| ---- | ---- | --------------- | -------- |
| 1    | 6    | Mikhail Pavlov  | 1:51.918 |
| 2    | 4    | Maksim Pjatrou  | 1:52.098 |
| 3    | 5    | Tamás Kiss      | 1:53.399 |
| 4    | 9    | Hélder Silva    | 1:54.349 |
| 5    | 3    | Pawlo Altuchow  | 1:54.349 |
| 6    | 2    | David Fernández | 1:55.134 |
| 7    | 7    | Ryo Naganuma    | 1:55.429 |
| 8    | 8    | Ian Ross        | 1:58.474 |
| 9    | 1    | Joosep Karlson  | 2:00.949 |

### Finalläufe
Die beiden Finalläufe wurden am 24. August 2018 ausgetragen. Wären das B-Finale für 17:11 angesetzt war, war das A-Finale bereits für 16:31 angesetzt.
| Rang | Bahn | Athlet            | Zeit     |
| ---- | ---- | ----------------- | -------- |
| 1    | 4    | Isaquias Queiroz  | 1:49.203 |
| 2    | 3    | Sebastian Brendel | 1:49.496 |
| 3    | 5    | Martin Fuksa      | 1:50.143 |
| 4    | 8    | Oleg Tarnovschi   | 1:51.577 |
| 5    | 2    | Maksim Pjatrou    | 1:51.823 |
| 6    | 1    | Tomasz Kaczor     | 1:52.643 |
| 7    | 7    | Mikhail Pavlov    | 1:52.743 |
| 8    | 9    | Tamás Kiss        | 1:56.217 |
| 9    | 6    | Thomas Simart     | 2:02.734 |

| Rang | Bahn | Athlet          | Zeit     |
| ---- | ---- | --------------- | -------- |
| 1    | 5    | Carlo Tacchini  | 1:52.676 |
| 2    | 3    | Angel Kodinow   | 1:53.386 |
| 3    | 1    | Matej Rusnák    | 1:54.053 |
| 4    | 2    | David Fernández | 1:54.156 |
| 5    | 7    | Craig Spence    | 1:54.813 |
| 6    | 6    | Pawlo Altuchow  | 1:55.073 |
| 7    | 8    | Ryo Naganuma    | 1:57.063 |
| 8    | 4    | Hélder Silva    | 2:05.887 |
| 9    | 9    | Stefan Strat    | 2:15.024 |